# Callionymus annulatus
 Callionymus annulatus és una espècie de peix de la família dels cal·lionímids i de l'ordre dels cipriniformes que es troba des d'Indonèsia fins a l'Estret de Torres.